# Stewart Headlam
Stewart Duckworth Headlam (Liverpool, 15 febbraio 1847 – 18 novembre 1924) è stato un prete e religioso inglese, considerato un pioniere nel campo del Socialismo cristiano.

## Biografia
Dopo aver sostenuto un percorso scolastico che lo ha visto prima all'Eton College e in seguito all'Università di Cambridge divenne amico di numerosi personaggi iullustri della sua epoca, fra cui Oscar Wilde, fu lui infatti a prenderlo una volta uscito di prigione.